# امبودیمانگاوالو
امبودیمانگاوالو (به لاتین: Ambodimangavalo) یک سکونتگاه مسکونی در ماداگاسکار است که در آنالانجیروفو واقع شده‌است.

## خصوصیات
امبودیمانگاوالو ۱۱٬۰۰۰ نفر جمعیت دارد و ۵۴۹ متر بالاتر از سطح دریا واقع شده‌است.